# جوزيف روبرت رايت جونيور
جوزيف روبرت رايت جونيور (بالإنجليزية: Joseph Robert Wright, Jr.)‏ هو شخصية أعمال أمريكي، ولد في 1938 في تلسا في الولايات المتحدة.